# Változó idők
A Változó idők az Edda Művek hetedik albuma, egyben ötödik nagylemeze, mely 1988-ban jelent meg. CD-változatban 2000-ben jelent meg, ekkor digitális korszerűsítésen esett át. 

## Áttekintés
Előkészítésében, és a lemez előtt megjelenő "Edda Művek 7. – Előzetes kislemez" című kiadványon még Csillag Endre és Mirkovics Gábor is részt vett, de a lemezfelvétel előtt egy hónappal Csillag Endre távozott a zenekarból, a basszusgitáros poszton pedig Mirkovics Gábor helyére Pethő Gábor került. Mivel a dalok többsége még a korábbi felállás alatt íródott, a viták elkerülése végett mindet Edda-Pataky szerzeményként jegyzik. 
Ez volt az első Edda-album, amely címet is kapott a sorszámozáson kívül. Borítóján fekete háttéren az éneklő Pataky Attila látható. Az előlap a CD-s és a bakelitkiadáson minimális mértékben eltér (a lemezváltozaton más az albumcím betűtípusa, és szerepel rajta a 7-es szám). A hátlap ezzel szemben teljesen más, jóval egyszerűbb, és csak a lemezváltozaton látható egyik fénykép kapott helyet rajta. A többi fénykép egy része a CD-borító belső részére került. 
Ez a lemez egyértelműen a társadalmi-politikai fordulatra hívja fel a figyelmet. A lemez nyitó-, egyben címadó dalának felütése agresszív: az emberek nem barátkoznak, magányosak, ez a változó időkhöz való alkalmazkodás, hiszen ki tudja, mit hoz a holnap. Felhívja a figyelmet arra is, hogy számítógéppel ellenőrzik a társadalmat a „jóllakott pöffeszkedők”, a szabadság pedig olyan messze van, hogy csak az álom képes felidézni. 
Az Ég a házunk leginkább a hazára értendő: fényt kívánnak az emberek „ennyi korom” és „ennyi duma után”. A kérdőjel,a „nem biztos semmi” életérzés általános 1988-ban, hiszen nem lehetett tudni, mit hoz a közeljövő.
A Börtön című dalt valószínűleg az Edda raboknak adott koncertjei inspirálták. Mind a Vasrock, mind a Bor, szex, rock & roll... és lélek című könyvben Pataky lesújtó képet fest a Márianosztrán adott koncert (1986. augusztus 5.) kapcsán arról, amit a börtönéletből látott, ez köszön vissza a dalban.  A szöveg szerint az énekes a fogvatartottak között van, és azt forszírozza, hogy akik eddig szabadlábon voltak – értsd: a kommunista vezetők –, azok kerüljenek hűvösre ("a helyük itt lenne, itt!"). 
Az Érdem rafinált módon teszi múlt időbe a Kádár-rendszert: a nincstelenség ma már nem érdem, ahogy azt a kommunisták álszent módon harsogták, és már az is elmúlt, hogy kevés köztünk az okos. 
A lemez különlegessége a közel 8 perc hosszú "Lisztománia", mely Liszt Ferenc művei alapján készült, és az egykori rajongói őrületet idézi meg. Teljes egészében instrumentális. Egy másik hasonló dal, a "Találkozás az ígéret földjén" is a koncertprogram részét képezte ekkoriban, de végül nem az került lemezre. 
A Megmondtam című nótában a zenekar felhívja a figyelmet a gazdasági válság jeleire: „a forint ettől nem lesz kemény”, „zavarosak a grafikonok”, „a kifejezések pontatlanok”. 
A zárószám, a Fohász a panelrengetegben felnövő fiatalokért szól, hogy ne csalódjanak a jövőjükben, nem úgy, mint szüleik, nagyszüleik, akik az akkor már összedőlni látszó pártállami rendszert szenvedték el, ezáltal a korai rendszerváltás egyik meghatározó dala. 
Ez utóbbi két dal került fel a már említett előzetes kislemezre, ahol még a korábbi felállás játszotta azokat. Az ottani változatokhoz képest merészebb szöveggel került mindkettő a nagylemezre: a "Fohász" esetében a "Boldog karácsony, amire vágyunk, nem hitvány ajándéktömeg" helyett "Boldog élet, amire vágyunk, nem hitvány ígérettömeg" lett a szöveg; a "Megmondtam" szövegében pedig ahelyett, hogy "ettől az ember nem lesz kemény", az hallatszik, hogy "ettől a forint nem lesz kemény", továbbá az utolsó sor is ahelyett, hogy "a szégyenem szégyellem én", úgy szól, hogy "a szégyenünk szégyellem én".

## Számok listája
| # | LP # | Szám címe      | Szerzők     | Hossz |
| - | ---- | -------------- | ----------- | ----- |
| 1 | A1   | Változó idők   | EDDA-Pataky | 5:35  |
| 2 | A2   | Ég a házunk    | EDDA-Pataky | 4:09  |
| 3 | A3   | Börtön         | EDDA-Pataky | 5:54  |
| 4 | A4   | Érdem          | EDDA-Pataky | 4:52  |
| 5 | B1   | Mindig veletek | EDDA-Pataky | 4:41  |
| 6 | B2   | Lisztománia    | EDDA-Pataky | 7:39  |
| 7 | B3   | Megmondtam     | EDDA-Pataky | 4:29  |
| 8 | B4   | Fohász         | EDDA-Pataky | 5:05  |

## Közreműködtek
- Alapi István – szólógitár
- Donászy Tibor – dob
- Gömöry Zsolt – billentyűs hangszerek
- Pataky Attila – ének
- Pethő Gábor – basszusgitár
- Csillag Endre, Mirkovics Gábor – szerzőtársak, a borítóra végül nem került fel a nevük
- Hunyadi János Ének-Zenei Általános Iskola Kamarakórusa – a "Fohász" című dalban közreműködtek (vezényel Nits Mária)
- Kálmán Sándor – hangmérnök
- Szigeti Ferenc – zenei rendező
- Pálfi György – borítóterv
- P. Stúdió – technikai korszerűsítés 2000-ben
- Molnár Csaba – koncertmenedzser

## Kapcsolódó kislemez
- Edda Művek 7. – Előzetes (1987)